# 海因斯会议中心
海因斯会议中心的全名为约翰·伯纳德·海因斯退伍军人纪念会议中心（英語：John B. Hynes Veterans Memorial Convention Center），是位于波士顿市中心的一座会议中心大楼。该会议中心的前身为约翰·伯纳德·海因斯退伍军人纪念堂（英語：John B. Hynes Memorial Auditorium），始建于1963年。1988年，在大开掘工程项目中，从马萨诸塞州128号公路延长至中央动脉的马萨诸塞州收费公路从礼堂的正下方穿过，礼堂被拆除，重建为如今的海因斯会议中心。新的海因斯会议中心由建筑师卡尔曼、麦金内尔和伍德设计，采用花岗岩建成，切合后湾的建筑风格。严肃的灰色内饰让人联想起20世纪初的德国火车站。会议中心以波士顿前市长约翰·伯纳德·海因斯命名。

## 会展中心
会展中心拥有193,000平方英尺（17,900平方）的展览空间，最多可同时举办四场活动。同时，会展中心拥38个会议室，总共约71,600平方英尺（6,650平方）和一个24,500-平方英尺（2,280-平方）的巨大舞厅。

### 每年举办的活动
- 波士顿漫展（英语：Anime Boston），每年约有25000人参加展会[2]
- 哈佛模型大会（英语：Harvard Model Congress），从2011年起每年在此举办会议
- 初夜活动（英语：First Night），波士顿在此举办每年的新年跨年活动
- 大学节（英语：CollegeFest），是一个大学返校的营销活动，每年约有15000人参加
- 伯克利音樂學院每年的爵士乐音乐节比赛
- IGEM每年10月底在此举办合成生物学竞赛

## 地点
会议中心与旁边的普天寿购物中心相连，也与旁边的酒店综合体通过空中走廊连接。会议中心旁设有波士顿轻轨绿线地铁站海因斯会议中心站，也可通过空中走廊前往后湾站乘坐波士顿地铁橙线或美鐵
。会展中心门口有直达爱德华·劳伦斯·洛根将军国际机场的机场大巴。

## 画廊

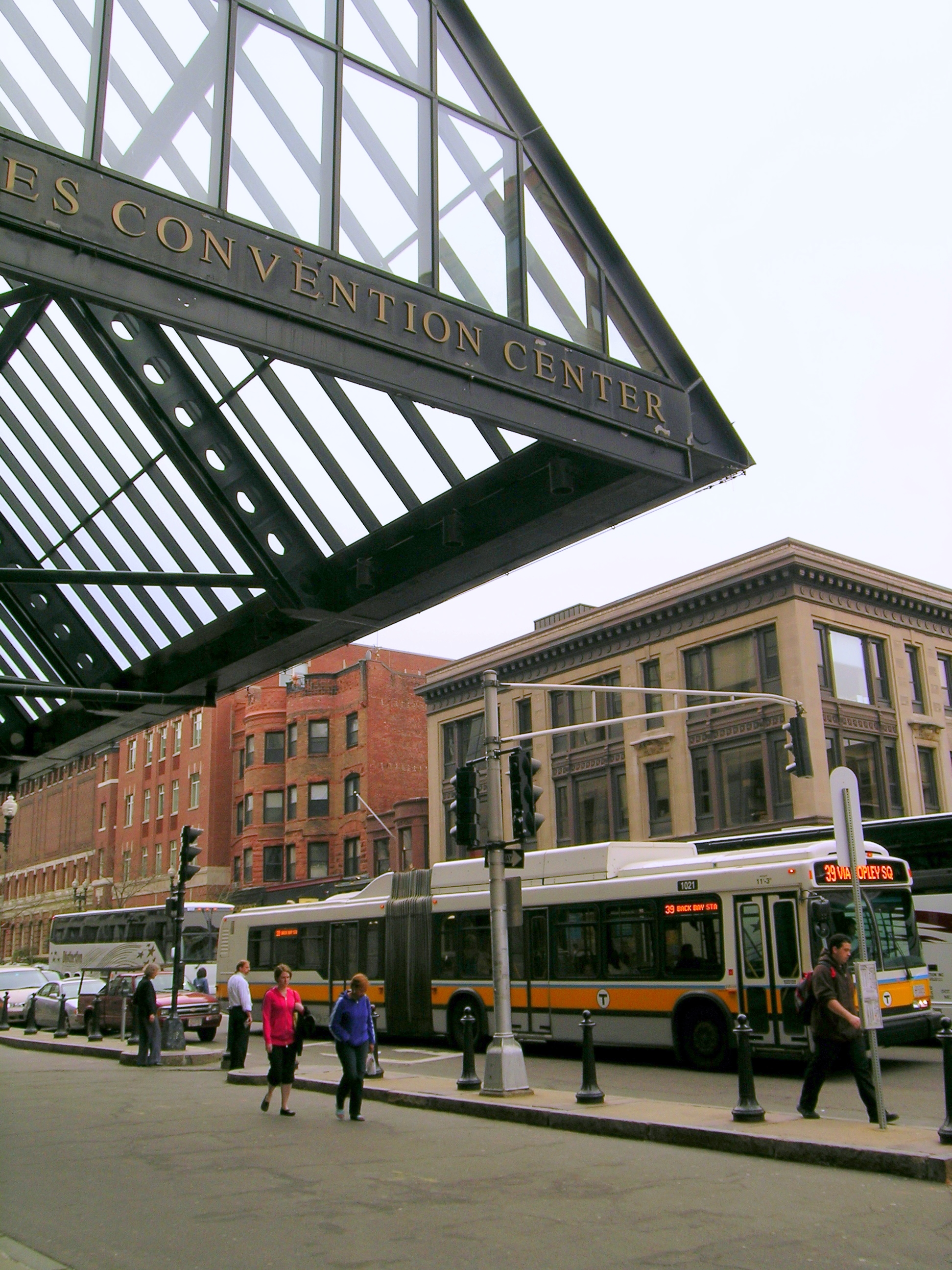
会议中心入口
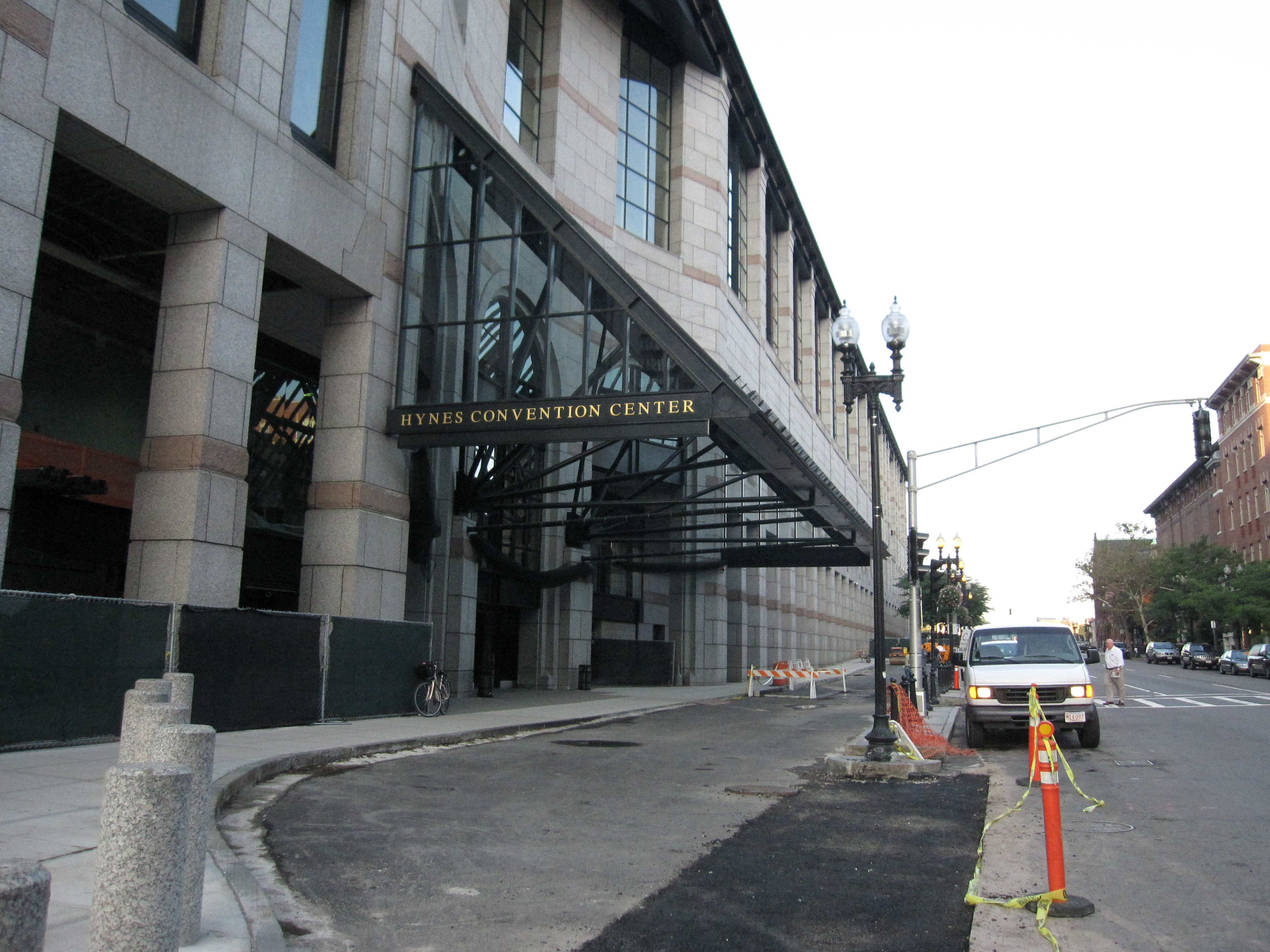
海因斯会议中心，2009
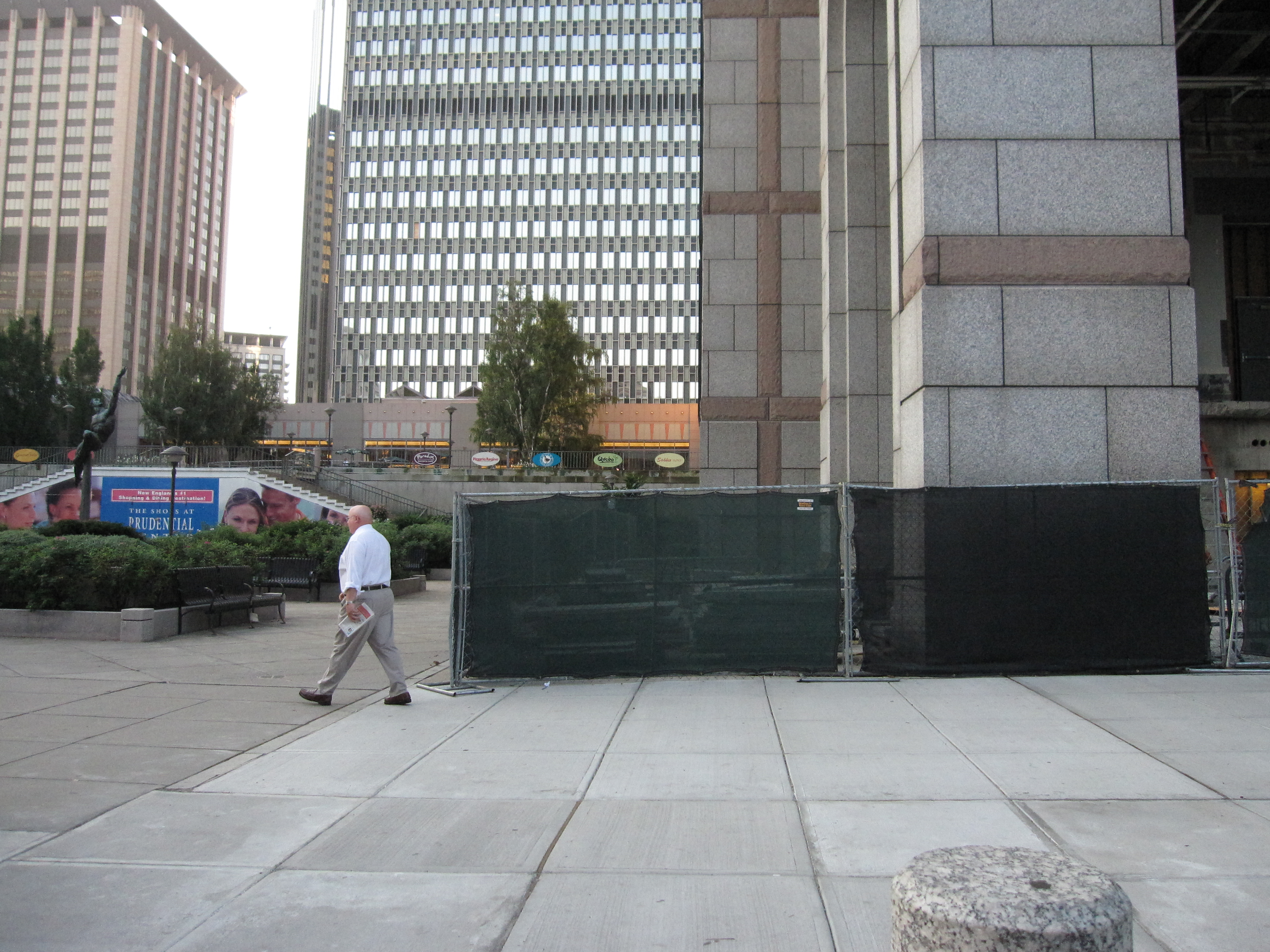
海因斯会议中心，2009
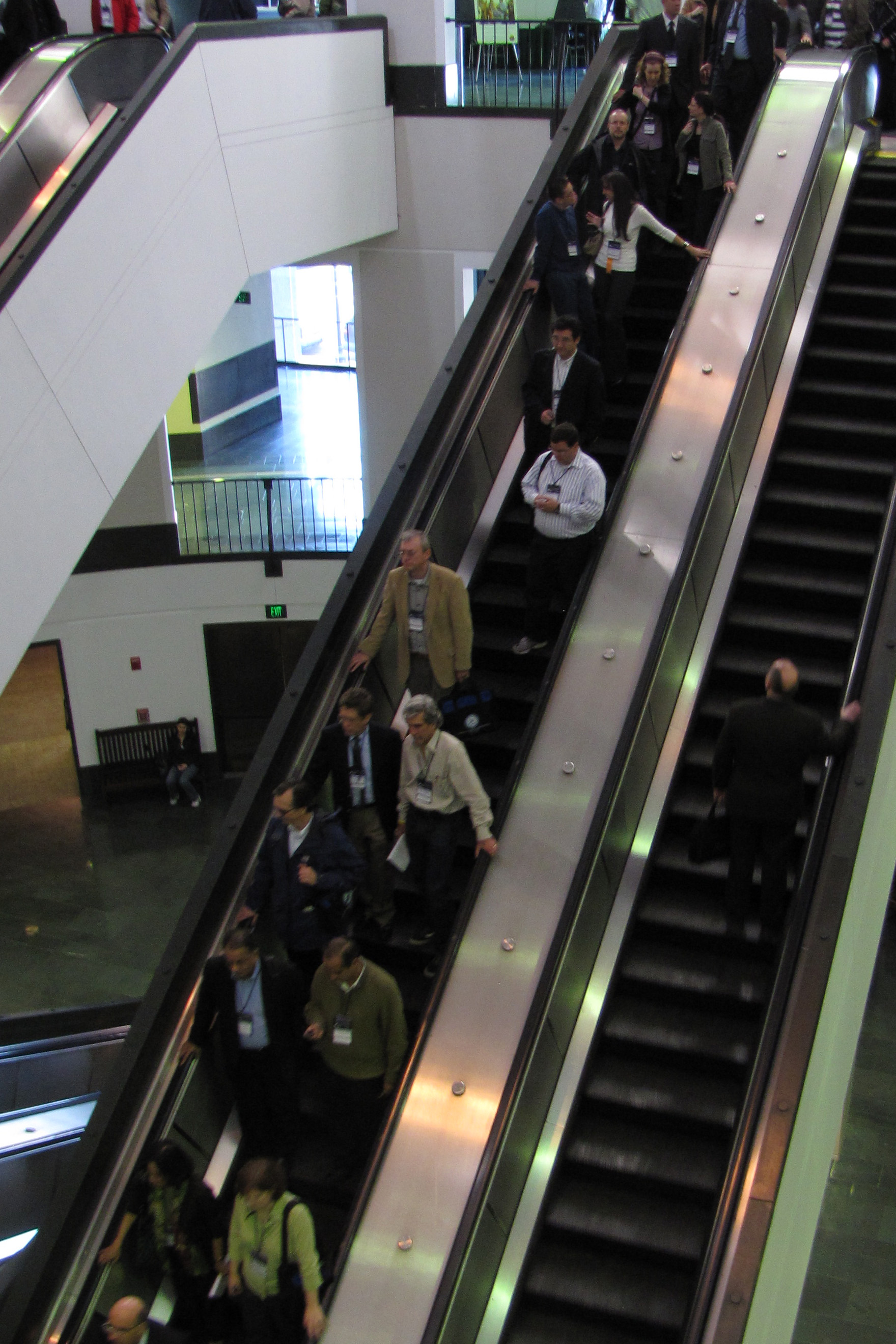
会议中心内部
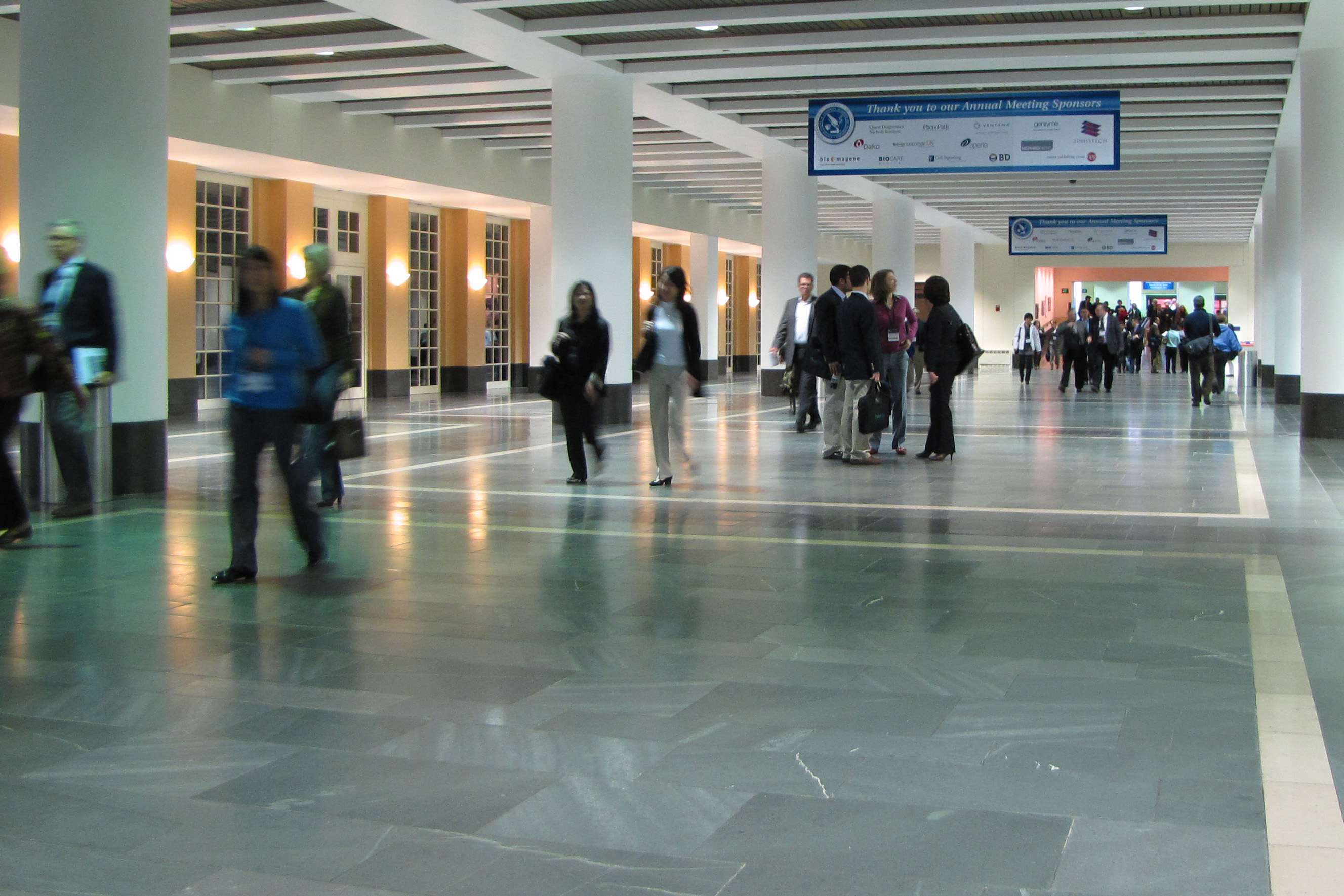
会议中心内部